# Marco Tulio
Marco Tulio De Paula Medeiros (Belo Horizonte, 31 maggio 1998) è un calciatore brasiliano, difensore dell'Hapoel Akko.

## Caratteristiche tecniche
È un terzino sinistro.

## Carriera
Cresciuto nel settore giovanile dell'Atlético Mineiro, è approdato in Europa nel gennaio del 2017 quando ha firmato con i tedeschi del TuS Bövinghausen. Sei mesi dopo è stato acquistato dal Graffin Vlašim dove è rimasto per una stagione e mezza collezionando 13 presenze nella seconda divisione ceca. Il 17 maggio 2019 si è trasferito al Mladá Boleslav.